# Голицын, Николай Сергеевич
Князь Никола́й Серге́евич Голи́цын (16 [28] июня 1809 — 3 [15] июля 1892, Санкт-Петербург) — русский военный историк, мемуарист, генерал от инфантерии из рода Голицыных. Автор капитальных трудов, посвящённых развитию военного искусства, ряда работ по русской военной истории, истории генштабов в Западной Европе и России, о полководцах, военно-учебных заведениях.
Его старший брат Александр Сергеевич Голицын — ейский градоначальник.

## Биография
Родился 16 (28) июня 1809 года в семье князя Сергея Ивановича Голицына (1767—1831). В 1825 году окончил пансион при Царскосельском лицее и 7 января 1826 года вступил в службу прапорщиком в гвардейский генеральный штаб.
Участвовал в Турецкой кампании 1828 года и подавления Польского восстания в 1831 года, где был за отличия награждён орденами Святой Анны 4 степени, Святого Владимира 4 степени и золотой шпагой с надписью «За храбрость».
В 1834 году был назначен адъюнкт-профессором стратегии и военной истории в Военной академии. В 1839 году был произведён в полковники и пожалован орденом Св. Станислава II степени с короной. В 1848 году назначен директором Императорского училища правоведения, а в следующем 1849 году вновь зачислен полковником в генеральный штаб и в 1850 году назначен членом комитетов: военно-цензурного и военно-учебного. В апреле 1851 года произведён в генерал-майоры. В 1852 году назначен редактором газеты «Русский инвалид». Во главе этой газеты Голицын оставался до 1855 года, когда был назначен исправлять должность генерал-квартирмейстера сред. армии.
С 1857 по 1864 годы Голицын заведовал военно-статистическими работами офицеров генерального штаба и под его редакцией было издано описание 25 губерний России; 30 августа 1861 года произведён в генерал-лейтенанты. В 1867 году был назначен постоянным членом военно-учёного комитета главного штаба. В 1880 году произведён в генералы от инфантерии и уволен от службы.
Умер 3 (15) июля 1892 года. Похоронен на Митрофаниевском кладбище Санкт-Петербурга.
В «Военной энциклопедии» Сытина вклад Голицына в военное дело охарактеризован следующим образом:

Деятельность Голицына тесно связана с развитием военно-теоретического образования и военной науки в России. С 1838 году Голицын принял от барона Медема кафедру стратегии, военной истории и военной литературы, на которой и проработал в течение 10 лет. В это время на его долю выпал громадный труд по составлению соответственного курса, потребовавший необыкновенной энергии. Работа продолжалась беспрерывно по 1847 год (последний год его профессорской деятельности), после чего все написанное им было передано на хранение в академию. Однако по разным причинам к рассмотрению и печатанию рукописей не приступали и даже, казалось, совсем забыли о них, пока, наконец, в 1854 году вопрос о работе Голицына снова не был поднят; для её рассмотрения была назначена комиссия, обязанная определить: могут ли труды Голицына быть изданы с первоначальной целью и вообще принести пользу академии как пособие для курса. Вопрос этот был решён отрицательно, ибо комиссия признала, что «вследствие самой обширности труда, части его не имеют надлежащей полноты и соразмерности, а взгляд — необходимого единства и зрелой обработки». Итак, казалось, 10-летний труд не достиг своей цели. Однако настойчивость и энергия Голицына дали ему возможность довести дело до конца. В 1873 году он начал это издание на собственный счёт и подарил русской военной литературе капитальнейший труд, оконченный в 1878 году, под названием «Всеобщая военная история» (15 томов). Труд этот был переведён на немецкий язык и приобрёл общую известность, а за описание войн и походов Густава-Адольфа Голицын был избран в члены шведской академии военных наук.

## Сочинения
- Очерки истории генерального штаба в Западной Европе и России. — СПб., 1858.
- Примерная подробная программа статистических описаний губерний и областей Российской Империи. — СПб., 1858.
- О партизанских действиях в больших размерах, приведённых в правильную систему // Военный сборник. — 1859, № 7.
- Великие полководцы истории. — СПб., 1875.
- Руководство к изучению военной истории и теории стратегии (рукопись академии).
- Всеобщая военная история древних времён. — СПб., 1872.
- Всеобщая военная история средних времён. — СПб., 1876.
- Всеобщая военная история новых времён. — СПб., 1872.
- Всеобщая военная история новейших времён. — СПб., 1872—1878.
- Русская военная история. — СПб.: Типография товарищества «Общественная польза», 1877.

Кроме того, под редакцией Голицына были изданы: Фр.-ф-Смитт. Суворов и падение Польши, пер. с нем. Ф. Ф. Крузе и И. И. Ореуса (СПб., 1866—1867) и посмерт. сочинение М. И. Иванина. О воен. искусстве и завоеваниях монголо-татар и среднеаз. народов при Чингис-хане и Тамерлане (СПб., 1875).

## Семья
Жена (с 21 января 1840 года) — Александра Михайловна Григорьева (27.01.1813—16.10.1878). В браке родились 2 дочери:
- Елизавета Николаевна (04.08.1845—04.08.1893);
- Мария Николаевна (03.05.1851—01.07.1856[5]).